# Johannes Schlosser
Johannes Schlosser (* 9. September 1804 in Thunstetten; † 8. Oktober 1882 in Köniz) war ein Schweizer Pädagoge und Pionier des Bildungswesens im 19. Jahrhundert.

## Leben

### Familie
Die Vorfahren von Johannes Schlosser waren im 17. Jahrhundert aus Deutschland in die Schweiz eingewandert, wobei einer von ihnen der Stammvater der Schlosser'schen Familie wurde.
Er war der Sohn des Kürschners und Kleidermachers Jakob Schlosser und dessen Ehefrau Elisabeth (geb. Christen); er hatte noch sechs Geschwister.
Im Jahr 1831 heiratete Johannes Schlosser Magdalena († 1882), die Tochter von Christian Wüthrich; gemeinsam hatten sie fünf Söhne. 

### Werdegang
Die religiöse Erziehung durch den Pfarrer von Thunstetten, Johann Rudolf Ringier (1772–1839), prägte Schlossers Kindheit entscheidend und führte zu einer tiefen inneren Überzeugung und einem starken Wunsch, Lehrer zu werden. Durch die Lektüre frommer Schriften, wie Jung Stilling's Leben und Das Leben heiliger Seelen, fühlte sich der junge Schlosser besonders zu den Idealen der Erweckungsbewegung hingezogen. Als der Pfarrer Ringier seinem Vater vorschlug, Johannes als Schullehrerzögling in die Anstalt auf Schloss Beuggen bei Rheinfelden einzutragen, erhielt er die Chance, seiner Berufung nachzugehen.
In der Anstalt Beuggen, die 1820 zur Erziehung armer Kinder und zur Ausbildung von Lehrern gegründet worden und stark vom Basler Pietismus und dem reformpädagogischen Ansatz Johann Heinrich Pestalozzis geprägt war, erlebte Johannes Schlosser eine prägende Zeit. Der Leiter der Anstalt, Inspektor Christian Heinrich Zeller, vermittelte seinen Schülern die Leidenschaft für die Erziehung und inspirierte sie durch die Prinzipien Johann Heinrich Pestalozzis. Diese formative Erfahrung legte den Grundstein für sein späteres Wirken im Bildungswesen. Pestalozzi selbst besuchte die Anstalt und hinterließ einen bleibenden Eindruck auf die Schüler, einschließlich Johannes Schlosser.
Nach seiner Ausbildung trat er eine Lehrtätigkeit an der Normalschule für angehende Lehrer und Beamte in Oberwil bei Büren an. Diese Schule hatte das Ziel, junge Männer zu Lehrern, Ökonomen oder Beamten auszubilden. Trotz der Herausforderungen, die das Bildungswesen in der Schweiz in den 1830er Jahren mit sich brachte, erwies sich die Schule als erfolgreich und bildete zahlreiche Volkslehrer aus. Anschließend strebte er danach, seine Fähigkeiten weiterzuentwickeln und zog in die Westschweiz, um die französische Sprache und Kultur zu erlernen. Er war er an der Bildungs- und Berufslehrstätte für arme Mädchen und Knaben in Les Billodes bei Le Locle tätig, sammelte wertvolle Erfahrungen in der Erziehung armer Kinder und lernte seine zukünftige Frau kennen. Er legte besonderen Wert auf eine ganzheitliche Förderung.
Im Jahr 1831 wurde er an die 1825 gegründete Armenerziehungsanstalt für Knaben in Oberbottigen (heute Teil der Stadt Bern) berufen, wo er die Rolle des Vorstehers übernahm. Unter seiner Leitung wurde die Anstalt in das von der Landwirtschaft geprägte Niederwangen (siehe Knabenheim «Auf der Grube») umgesiedelt, wo das Erziehungskonzept auf der Verbindung von wissenschaftlichem Unterricht und praktischer Arbeit basieren sollte. Diese innovative Herangehensweise sollte nicht nur die intellektuelle Entwicklung der Kinder fördern, sondern ihnen auch praktische Fähigkeiten für ein selbstständiges Leben vermitteln. Trotz anfänglicher finanzieller Schwierigkeiten entwickelte sich die Anstalt erfolgreich.
Im Jahr 1837 verließ er die "Grube", um in der Bouterwek'schen Knaben-Pension in Wabern bei Bern zu unterrichten. Doch nach zwei Jahren wurde er als Oberlehrer nach Wangen an der Aare gewählt. Dort lernte er Abraham Friedrich Rikli, den Besitzer einer Färberei, und Vater des Naturarztes Arnold Rikli, kennen, der für seine Familie und die Arbeiter seiner Fabrik einen Gebetssaal bauen liess und Johannes Schlosser nun bat, die Leitung der Gottesdienste zu übernehmen.
Am 31. Oktober 1846 kehrte er auf die "Grube" zurück, um die Anstalt erneut zu unterstützen, die unter einem häufigen Lehrerwechsel gelitten hatte. Johannes Schlosser und seine Frau leisteten entscheidende Arbeit, um die Anstalt wieder zu stabilisieren und weiterzuentwickeln. Die "Grube" wurde in der zweiten Hälfte des 19. Jahrhunderts von Geistlichen, Pädagogen und Staatsmännern aus Deutschland, England, Dänemark, Schweden und Russland aufgesucht, um das Gut zu besichtigen und sich mit Johannes Schlosser auszutauschen.
Durch sein Engagement und seine Vision trug Johannes Schlosser maßgeblich zum Aufbau und zur Weiterentwicklung des Schul- und Bildungswesens in der Schweiz bei.